# Elodes secundocretica
Elodes secundocretica es una especie de coleóptero de la familia Scirtidae.

## Distribución geográfica
Habita en Creta (Grecia).